# Кровные узы (телесериал)
«Кровные узы» — канадский мистический телесериал основанный на цикле «Хроники крови» Тани Хафф. Премьера сериала состоялась в США на канале Lifetime 11 марта 2007 года, в Канаде — осенью 2007 года на каналах Citytv и Space.

## Сюжет
Действие сериала разворачивается в Торонто, где Викки Нельсон, бывший полицейский, ушедшая в отставку по причине плохого зрения, открыла своё частное детективное агентство. Во время работы она встречает и берёт в напарники 480-летнего вампира. Их обоюдное влечение друг к другу осложняется отношениями Викки и её бывшего напарника и любовника Майка Селлучи. Поначалу Селлучи не верит в сверхъестественное и считает, что Викки начинает терять рассудок вместе со зрением.

## Персонажи

### Главные персонажи
- Виктория «Викки» Нельсон (Кристина Кокс) — бывший полицейский, теперь частный детектив. Когда она получила диагноз прогрессивного ухудшения зрения, отношения Викки и Селлучи стали непостоянными. Тем временем, её растущее влечение к Генри лишь увеличивает осложнения на её любовном фронте, бросая её в центр интересного любовного треугольника.
- Генри Фицрой (Кайл Шмид) (рождён 15 июня 1519, умер 18 июня 1536, возрождён 19 июня 1536) — незаконнорожденный сын короля Генриха VIII и наследник английского престола (Генри Фицрой, герцог Ричмонд и Сомерсет). Генри избрал любовь вместо семейного долга и пожертвовал своей смертной жизнью чтобы остаться навечно с любимой женщиной, Кристиной. Вампирские обстоятельства помешали этому, и теперь, после 450 лет существования, он проживает в Торонто являясь известным автором графических романов — «Искусство и литература всегда были моими страстями. Я наконец-то нашёл то где я смогу их проявить в полной мере.» Его тихая, скрытная жизнь радикально меняется когда он наталкивается на Викки Нельсон при попытке остановить человека пытающегося вызвать в мир смертных демона Астерота. Работая вместе над разрешением этого дела, а также и других последующих сверхъестественных проблем, Генри начинает чувствовать глубокое влечение к напористой личности и страсти к жизни Викки, в конце концов влюбляясь в неё.
- Детектив Майк Селлучи (Дилан Нил) — бывший напарник и любовник Викки. Он яростно протестовал против решения Викки уйти из полиции. Майк и Викки имеют схожие характеры, что зачастую приводит к спорам между ними. Но несмотря на это, они остаются близкими друзьями, даже обсуждая свои рабочие дела. Коррупцией от Майка и не пахнет. Он предпочитает что-то увидеть прежде чем он начнёт в это верить, поэтому его начинает волновать что Викки почему-то ввязывается в дела полные странностями. Ему также трудно принять дружбу и доверие Викки к Генри, особенно после того как он узнаёт правду о Генри. Но если Викки в опасности, Майк и Генри забывают обиды и работают вместе чтобы спасти её.
- Корин Феннел (Джина Холден) — Корин была первым клиентом Викки с «необычным» делом. Она наняла Викки найти того кто убил её парня. По завершении дела ей удалось (частично, путём шантажа) стать ассистенткой Викки. Корин знает довольно много об оккультизме, и, поэтому, ей гораздо легче поверить в происходящее, нежели другим персонажам. Из-за этого, Корин подружилась с доктором Сагарой, профессоршей оккультизма и знакомой Генри.

### Второстепенные персонажи
- Дэвид Грэхем (Кит Даллас) — новый напарник Селлучи. Постоянно находит что-то весёлое везде.
- Кейт Лэм (Франсуаза Йип) — полицейская, иногда помогающая Селлучи. Критически относится к тому, что он всё время что-то умалчивает.
- Эллисон Краули (Айлин Педд) — начальница Селлучи. Терпеть не может постоянное вмешательство Викки в дела полиции.
- Доктор Раджани Мохадеван (Нимет Канджи) — патологоанатом и давняя знакомая Викки. Не отрицает существование сверхъестественного и обращается к трупам как к живым.
- Доктор Бетти Сагара (Линда Соренсен) — профессор оккультизма и давняя знакомая и доверенная Генри.

## Список серий
В скобках указаны номера серий от начала сериала.

### Сезон 1
1. (1) «Кровавая цена. Часть 1» — Однажды ночью, Викки становится свидетельницей жестокого убийства. Её нанимает Корин, девушка желающая найти убийцу. Бывший напарник Викки Майк Селлучи советует ей не ввязываться в дело. Тем временем, вампир Генри Фицрой также решает лично заняться поимкой убийцы, чтобы всё не свалили на вампира, такого как он.
2. (2) «Кровавая цена. Часть 2» — Узнав правду о Генри, Викки пытается узнать кто воззвал к демону-убийце.
3. (3) «Плохое вуду» — За клиентом Викки охотятся зомби. Хотя Генри пытается убедить Викки отказаться от дела, Викки пытается найти создателя зомби. Тем временем, Майк начинает расследовать кто такой Генри.
4. (4) «Одарённая» — Телекинетические способности девочки проявляются в форме убийственного существа. Майк, тем временем, пытается узнать кем на самом деле является Генри.
5. (5) «Усопший» — Мстительный дух и ведьма начинают серию убийств. Их следующая цель — кто-то близкий к Викки и Майку.
6. (6) «Любовь причиняет боль» — Мужчина нанимает Викки узнать действительно ли его жена изменяет ему. Но когда её обнаруживают мёртвой, он является главным подозреваемым.
7. (7) «Ледяное сердце» — В городе начинают пропадать бездомные, и Викки понимает что в деле замешано что-то более серьёзное. Майк расследует дело о проститутке в теле которой не осталось и капли крови. Главный подозреваемый — Генри.
8. (8) «Огненное сердце» — Генри держит в плену человек из его прошлого. Майк и Викки пытаются найти его прежде чем он умрёт.
9. (9) «Холодный камень» — Пытаясь найти пропавшего мужчину-модель, Викки и Генри встают поперёк пути самой Медузе Горгоне.
10. (10) «Некродром» — Из похоронного бюро пропало тело профессионального боксёра. Но вот загвоздка — видеозапись показывает что боксёр сам встал и ушёл во время процедуры бальзамирования.
11. (11) «После родов» — Мужчина нанимает Викки убедиться что его жена в порядке, так как она находится в изоляции клиники плодородия.
12. (12) «Норман» — Взыватель к демонам Норман возвращается чтобы попытаться опять вызвать своего демона-повелителя из ада.

### Сезон 2
1. (13) «Уже мёртвый» — Призрак мёртвого полицейского просит Викки узнать что случилось с его телом, которое всё ещё разгуливает по городу.
2. (14) «Дикая кровь» — Майк и Викки пытаются выведать тайну единственной подозреваемой в деле о человеке, который был, по-видимому, разорван на части диким зверем.
3. (15) «5:55» — Пытаясь найти загадочный антиквариат, Викки постоянно переживает один и тот же день своей жизни.
4. (16) «Жучки» — Подруга Корин нанимает Викки расследовать внезапную смерть одного из посетителей её гот-клуба. Тем временем, Генри подозревает что на его территорию посягает другой вампир.
5. (17) «Знакомый дьявол» — В город возвращается бывшая любовница Генри, умоляя его защитить её от преследователя. Но всё оказывается не таким как кажется.
6. (18) «Нарисованный и четвертованный» — Знакомая художница Генри становится подозреваемой в деле о смертях других художников.
7. (19) «Замотанный» — Викки и Майк пытаются найти древнюю инковую мумию, поедающую жизненную силу.
8. (20) «Хороший, плохой, злой» — Заключённый экстрасенс по имени Чарльз (Шон Роджерсон) утверждает что во всех убийствах в которых он сознался на самом деле виновен другой, через чьи глаза он может видеть.
9. (21) «Мы ещё встретимся» — Клиент Викки утверждает что его душа он уже много веков проходит реинкарнацию и просит её помочь ему найти свою затерянную любовь. Но Викки не убеждена что эта пара предназначена друг для друга.
10. (22) «Глубокая тьма» — Викки нуждается в своих друзьях, когда она узнаёт что в тело Корин вселился дьявол. На кон ставятся верность и любовь, когда персонажам приходится принимать трудные решения.